# A Cidade (jornal)
A Cidade é um jornal centenário de Ribeirão Preto, São Paulo. Também faz parte do jornal o portal A Cidade ON (estilizado como ACidade ON).

## História
Em 2005, o Grupo EPTV adquire 50% do jornal A Cidade, e em 23 de abril de 2012, passou a deter 100% do controle do veículo.
Em 21 de março de 2016, foi lançado o portal A Cidade ON, reformulação do antigo website do jornal A Cidade, que posteriormente ganhou versões em Araraquara (substituindo o Araraquara.com), São Carlos e Campinas.

## Prêmios
Prêmio Vladimir Herzog
Prêmio Vladimir Herzog de Fotografia
| Ano  | Obra       | Veículo de mídia | Autor      | Resultado |
| ---- | ---------- | ---------------- | ---------- | --------- |
| 2011 | "Expulsão" | A Cidade         | Weber Sian | Venceu    |